# يونس محمد
يونس محمد (بالإنجليزية: Youness Mohamed)‏ هو فنان مغربي، ولد في 16 غشت 1996.